# Campionato europeo maschile under 21 di calcio a 5
Il Campionato europeo maschile under 21 di calcio a 5 (en. UEFA Under-21 Futsal Tournament) è stata una competizione di calcio a 5 organizzata dalla UEFA che avrebbe dovuto avere cadenza biennale. Tuttavia, fu disputata in un'unica edizione: dopo anni di rinvii della seconda edizione, nel 2019 il torneo è stato definitivamente accantonato e sostituito dall'UEFA Under-19 Futsal Championship.

## Formula
Era riservata a selezioni nazionali maschili composte da atleti che, alla data di inizio della fase di qualificazione, avessero al massimo ventuno anni. All'edizione del 2008 hanno partecipato 28 selezioni divise in sette gironi di qualificazione; la vincitrice di ciascun girone ha ottuto l'accesso alla fase finale insieme alla Russia, in qualità di Paese ospitante. 

## Edizioni
| Edizione | Ospitante       |           | Finale      | Finale   | Finale  |        | Semifinaliste | Semifinaliste |
| Edizione | Ospitante       | Vincitore | Risultato   | 2º posto |         |        | Semifinaliste | Semifinaliste |
| 2008     | San Pietroburgo | Russia    | 5 - 4 (dts) | Italia   | Ucraina | Spagna |               |               |